# Santa Maria da Vitória
Santa Maria da Vitória es un municipio brasilero del estado de Bahia. Su población en 2010 es de 41.759 habitantes. 
Es ciudad hermana de Sao Félix do Coribe, unida por un puente sobre el Río Corriente que es uno de los principales afluentes del margen izquierdo del Río São Francisco. Posee en sus márgenes enormes piedras de hasta 15 metros de altura. Atrae turistas del Centro-Oeste, principalmente en sus fiestas de Carnaval.